# Erythroplatys simulator
Erythroplatys simulator är en skalbaggsart som beskrevs av Pierre Émile Gounelle 1911. Erythroplatys simulator ingår i släktet Erythroplatys och familjen långhorningar. Inga underarter finns listade i Catalogue of Life.